# Elektrische Landwirtschaftsbahn des Ritterguts Bärfelde
| Feldbahn des Ritterguts Bärfelde | Feldbahn des Ritterguts Bärfelde |
| --- | -------------------------------- |
| Elektrisch betriebene AEG-Transportbahn als Hof- und Feldbahn bei der Getreideeinfuhr auf dem Gutshof Bärfelde Elektrische Bahn auf dem Gutsgelände |                                  |
| Streckenlänge: | 9,5 km                           |
| Spurweite: | 600 mm (Schmalspur)              |
| |                                  |

Die elektrische Landwirtschaftsbahn des Ritterguts Bärfelde war um 1935 eine etwa 9,5 Kilometer lange schmalspurige Feldbahn mit einer Spurweite von 600 mm bei Neudamm (heute Dębno) im Landkreis Soldin in der Neumark, der heute zum größten Teil zum Powiat Myśliborski in der polnischen Woiwodschaft Westpommern gehört.

## Geschichte
Die Feldbahn vom Rittergut Bärfelde (heute Smolnica) ins 9,5 km entfernte Ringenwalde (heute Dyszno) mit einer Spurweite von 600 mm wurde Ende des 19. Jahrhunderts gebaut und anfangs als Pferdebahn  betrieben. Um den Betrieb zu vereinfachen, wurde sie 1905 von der Allgemeinen Elektricitäts-Gesellschaft (AEG)  elektrifiziert. Sie war nach der Gutsbahn Dahlewitz eine der ersten elektrisch betriebenen Landwirtschaftsbahnen Deutschlands. Der elektrische Betrieb ermöglichte ohne Überlastung der vorhandenen Schienen eine große und gleichmäßige Zugkraft, mit der Züge mit sechs bis neun der vorhandenen Feldbahnwagen mit je 2,5 t Nutzlast über die Steigungen befördert werden konnten. In der Erntezeit konnten an einem zehnstündigen Arbeitstag mit fünf Zügen 175 t Zuckerrüben transportiert werden.
Mitte der 1920er Jahre transportierte die Bahn jährlich zwischen 12.000 und 15.000 Zentner Kunstdünger, 10.000–15.000 Zentner Kalkmergel, 40.000–50.000 Zentner Zuckerrüben, 15.000–25.000 Zentner Kartoffeln, etwa 25.000 Zentner Getreide sowie Kohle und andere für das Gut nötige Produktionsmittel.
Der Strom für die über eine Oberleitung mit Gleichstrom versorgten Elektrolokomotiven wurde anfangs auf dem Landgut selbst erzeugt und konnte auch zum Antrieb von Dreschmaschinen genutzt werden. Um die Kosten für die Beschaffung und den Betrieb der Feldbahn schneller zu amortisieren, wurde vorgeschlagen, weitere in der Gegend liegende landwirtschaftliche Betriebe über die Feldbahn zu erschließen und zu vernetzen, was aber wegen des zunehmenden Einsatzes von Traktoren und Lastwagen nicht umgesetzt wurde.